# Bestuurlijke indeling van Man

Districten van Man

De bestuurlijke indeling van Man bestaat naast de centrale overheid uit districten, welke kunnen worden aangeduid als de vier stadsdistricten (town district), vijf dorpsdistricten (village district) en vijftien parochiedistricten (parish district). 
Ieder district wordt bestuurd door een voor vier jaar gekozen lokaal bestuur (local authority). Het lokaal bestuur bestaat uit commissioners met een voorzitter, behalve in de hoofdstad Douglas. De hoofdstad kent een raad (council) en een door de council gekozen burgemeester.